# Julij Krelin
Julij Susmanowitsch Krelin, eigentlich Krejndlin, auch Juli Krelin (* 15. Mai 1929 in Moskau; † 22. Mai 2006 in Tel Aviv) war ein sowjetischer Schriftsteller und Chirurg.

## Leben
Nachdem Krelin 1954 die Medizinische Hochschule Moskau absolviert hatte, promovierte er und war dann als Chirurg in einem Krankenhaus in Moskau tätig. Er betätigte sich auch als Schriftsteller und wurde 1969 in den Schriftstellerverband der UdSSR aufgenommen. Krelin war mit Dissidenten befreundet und gewährte ihnen ärztlichen Beistand.
Julij Krelin schrieb Prosa. Mehrere von ihm geschaffene Erzählungen wurden verfilmt.

## Werke
- Der Chefarzt, Verlag Volk und Welt, Berlin 1978
- Der Chirurg, Verlag Volk und Welt, Berlin 1981
- Diagnose als Spiel, Verlag Sowjetischer Schriftsteller, Moskau 1982
- Anzeige gegen Dr. Galina, Verlag Volk und Welt, Berlin 1985
- Die Hast, Verlag Sowjetischer Schriftsteller, Moskau 1987
- Städte ohne Vorstadt – In Israel, Verlag Sowjetischer Schriftsteller-Olymp, Moskau 1991